# Идрисов, Абухаджи
Абуха(д)жи́ Идри́сов (17 мая 1918, Бердыкель, Северо-Кавказский край — 22 октября 1983, Грозный) — участник Великой Отечественной войны, снайпер 1232-го стрелкового полка 370-й стрелковой дивизии 3-й ударной армии 2-го Прибалтийского фронта, старший сержант. Герой Советского Союза (1944).

## Биография
Родился 17 мая 1918 года в селении Бердыкель в семье крестьянина. Чеченец.
Окончил начальную школу. Работал чабаном в колхозе «Советская Россия». В октябре 1939 года был призван в Красную Армию. Служил в 125-й стрелковой дивизии, которая располагалась у западных границ страны в Прибалтике. Получил специальность пулемётчика.
Участник Великой Отечественной войны с первого дня. В составе полка с боями отступал на восток. В июле 1941 года его дивизия заняла оборону на линии Псков — Великие Луки между озёрами Ильмень и Селигер. Пулемётчик Идрисов вместе с однополчанами отбивал ежедневные атаки гитлеровцев, рвущихся к Ленинграду.
В своём доте он устроил для пулемёта особое гнездо, оставив в сторону врага узенькую прорезь. За короткое время одиночными выстрелами из пулемёта он уничтожил 22 гитлеровца. Командованию стало известно об этом, и пулемётчик был переведён в снайперы.
Вскоре его имя стало известно всему Северо-Западному фронту. О снайпере Идрисове писали газеты, его стали приглашать на помощь на другие участки фронта. В октябре 1942 года в составе группы снайперов он был переведён на один из труднейших участков фронта, где ожидалось наступление врага. Когда началось наступление, снайперы, выслеживая в первую очередь офицеров, открыли меткий огонь. Пехотинцами, при снайперской поддержке, было отбито несколько ожесточённых атак. Сам Идрисов за 10 дней боёв уничтожил около ста солдат и офицеров противника.
«Идрисов ждал. Он сидел без движения целый день. Его тянуло на сон, глаза слипались, хотелось сдвинуть с места онемевшие руки и ноги, но двигаться было нельзя. Точно так же выжидал и немец. Но он не выдержал. Он всё-таки пошевелился и это стало его ошибкой. Пуля Идрисова нашла снайпера…»
К апрелю 1943 года за снайпером Идрисовым числилось 309 уничтоженных фашистов, что подтверждалось в политдонесении 370-й стрелковой дивизии, в которой он тогда служил. После прорыва блокады Ленинграда отважный снайпер вместе с боевыми товарищами участвовал в освобождении городов и сёл Псковской области, Прибалтики. К марту 1944 года на его счету было уже 349 уничтоженных фашистов, и он был представлен к званию Героя. В одном из боёв в апреле 1944 года осколком разорвавшейся рядом мины Идрисов был ранен, засыпан землей. Товарищи раскопали его и без сознания отправили в госпиталь.
В 1944 году в городе Мозовецк была открыта фронтовая военная выставка. В одном из её залов Идрисову был отведён целый стенд. На нём была выставлена его снайперская винтовка, фотографии, а под ними была надпись: «Славный сын чеченского народа Герой Советского Союза Абухажи Идрисов уничтожил более трёхсот немецких фашистов».
Четыре месяца провел в больнице города Горького. Получение высших наград не спасло его от судьбы, которая была решена для всего его народа: депортация в казахские степи, ведь по национальности он был чеченцем. Сокращен до статуса спецпереселенца, жил сначала в Алма-Ате, потом в Талды-Курганской области. Работал в сельском хозяйстве, продолжал заниматься овцеводством.
Идрисов вернулся в Чечню сразу же после получения права на возвращение в 1957 году. В 1962 году вступил в КПСС. До последних дней жил и работал в родном селе.
Умер в Грозном 22 октября 1983 года.

## Награды
- Указом Президиума Верховного Совета СССР от 3 июня 1944 года за образцовое выполнение заданий командования и проявленные мужество и героизм в боях с немецко-фашистскими захватчиками старшему сержанту Идрисову Абухаджи присвоено звание Героя Советского Союза с вручением ордена Ленина и медали «Золотая Звезда» (№ 4739).
- Награждён также орденами Красного Знамени, Красной Звезды, многочисленными медалями.

## Память
- Его именем названы улица в Грозном, улица и школа в селе Комсомольское.